# Clan Abbinante
Il clan Abbinante è un sodalizio camorristico operante nella zona nord di Napoli, più precisamente nell'area del comune di Marano di Napoli.

## Boss
Il patriarca della famiglia era Arcangelo Abbinante
- Francesco Abbinante (...-...) primo figlio di Arcangelo, deceduto.
- Raffaele Abbinante detto "Papele 'e Marano" (Marano di Napoli, 15 agosto 1950) figlio di Arcangelo.
- Guido Abbinante (Napoli, 30 settembre 1956) figlio di Arcangelo, arrestato il 18 maggio 2008, al momento dell'arresto era latitante.
- Antonio Abbinante (Napoli, 30 ottobre 1958) figlio di Arcangelo.
- Giovanni Esposito (Napoli, 6 febbraio 1963) reggente del cartello durante la seconda faida di Scampia.
- Salvatore Abbinante (Napoli, 9 giugno 1973 - 24 novembre 2004) figlio di Francesco.
- Francesco Abbinante (Reggio Emilia, 13 novembre 1975) figlio di Raffaele.
- Gennaro Abbinante (Napoli, 15 gennaio 1990) figlio di Guido.
- Arcangelo Abbinante (Napoli, 17 novembre 1990) figlio di Antonio, arrestato il 29 dicembre 2012.
- Francesco Abbinante (1998) figlio di Guido, arrestato il 17 novembre 2016.

## Storia
Raffaele Abbinante, detto “Papele e Marano”, nasce come affiliato al clan Nuvoletta e poi diventato uno dei pochi uomini di fiducia del super latitante Paolo Di Lauro. Il 23 settembre 2002 fu colpito da due ordinanze di custodia cautelare in carcere emesse dal GIP del Tribunale di Napoli per i delitti di: “associazione mafiosa finalizzata al traffico di stupefacenti ed al contrabbando di sigarette”.
I fratelli Abbinante, prima di passare con il gruppo degli "spagnoli", erano ritenuti dagli investigatori elementi di vertice del clan di spacciatori capeggiato da Paolo Di Lauro.
Tra le celle del carcere di Poggioreale e nelle camere di sicurezza del Palazzo di Giustizia i fratelli parlavano tra di loro e decidevano il da farsi, per questo motivo, dopo le dichiarazioni del pentito Maurizio Prestieri, si è deciso di passare i detenuti al regime del 41bis.
Il giovane Francesco, figlio di Raffaele, condannato a 14 anni per traffico internazionale di stupefacenti, era considerato un elemento di spicco del clan Di Lauro nei primi anni del 2000 prima di schierarsi con gli Scissionisti. Si nascondeva in un appartamento di un parco residenziale in via Fava, a Marano, con la moglie e i tre figli. I Carabinieri, che controllavano i movimenti dei familiari, avevano notato l'arrivo di 5 cartoni di pizza per una famiglia composta da 4 elementi. La mattina dopo una ventina di militari circondarono l'abitazione e fecero irruzione iniziando la perquisizione all'interno dell'abitazione. Insospettiti dal notevole peso del divano, i militari lo ispezionarono nei minimi dettagli: lui era lì che si nascondeva.
Guido Abbinante, 51 anni, era ricoverato con una falsa identità (Costantino Castaldo) in una clinica di Maddaloni, nel casertano per accertare alcuni problemi cardiaci, secondo la Direzione Distrettuale Antimafia, è il mandante di uno dei cinquanta e più omicidi che hanno insanguinato la città durante la faida con il clan rivale Di Lauro. Il ricercato era sfuggito ad un blitz, a Marano.
L’8 novembre 2019, è stato arrestato Antonio Abbinante, allora 61enne, considerato il nuovo super boss di Scampia. Abbinante è stato intercettato a Mugnano di Napoli insieme a due guardaspalle.